# John Ehringhaus

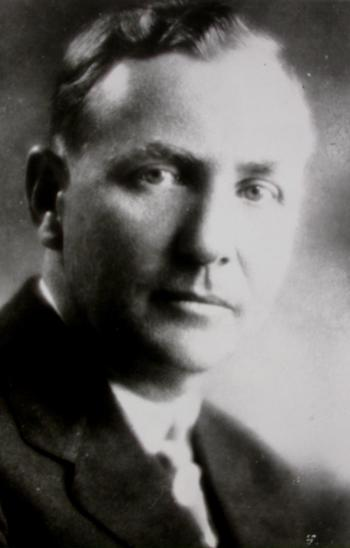
John Ehringhaus

John Christoph Blucher Ehringhaus (* 3. Februar 1882 in Elizabeth City, Pasquotank County, North Carolina; † 31. Juli 1949 ebenda) war ein US-amerikanischer Politiker und 58. Gouverneur von North Carolina.

## Frühe Jahre und politischer Aufstieg
John Ehringhaus besuchte das Atlantic Christian Collegiate Institute und anschließend die University of North Carolina. Dort beendete er 1903 sein Jurastudium. Im gleichen Jahr wurde er als Mitglied der Demokratischen Partei in das Repräsentantenhaus von North Carolina gewählt. In den Jahren 1907 und 1908 war er erneut Mitglied dieses Gremiums. Zwischen 1910 und 1922 war er als Staatsanwalt tätig. Der nächste Schritt auf seiner Karriereleiter war die Nominierung seiner Partei zum Spitzenkandidaten für die 1932 anstehenden Gouverneurswahlen.

## Gouverneur von North Carolina
Nach gewonnener Wahl trat er am 5. Januar 1933 sein neues Amt an. Seine vierjährige Amtszeit endete am 7. Januar 1937. In seiner Amtszeit musste er sich mit den Folgen der Weltwirtschaftskrise auseinandersetzen. Dabei profitierte er auch von den Maßnahmen der Bundesregierung unter Präsident Franklin D. Roosevelt und dessen New-Deal-Programm. Er setzte sich für die Gründung einer Kommission ein, die die Aufgabe hatte, die ländlichen Gebiete des Landes zu elektrifizieren. Mit Hilfe der Elektrizität sollte dort die Produktion wieder gesteigert werden. Außerdem wurden das Strafrechtssystem reformiert und Gesetze zum Schutz der Arbeitnehmer verabschiedet. Ein anderes Gesetz sah die Einführung des Leihsystems für Schulbücher vor.

## Lebensabend
Nach Ablauf seiner Amtszeit war Ehringhaus wieder als Anwalt tätig. Zeitweise arbeitete er auch im Stab des US-Bezirksstaatsanwalts. John Ehringhaus starb am 31. Juli 1949 und wurde auf dem Friedhof von Elizabeth City beigesetzt. Er war mit Matilda Bradford Haughton verheiratet, mit der er drei Kinder hatte.